# Matej Sternen
Matej Sternen, slovenski slikar in restavrator, * 20. september 1870, Verd pri Vrhniki, † 28. junij 1949,  Ljubljana. 
Sternen je v letih 1888−1891 obiskoval Državno obrtno šolo v Gradcu, nato pa se je leta 1892 vpisal na umetnoobrtno šolo in kasneje na umetnostno Akademijo na Dunaju. Od 1902 do 1907 je obiskoval slikarsko in risarsko šolo rojaka Antona Ažbeta v Münchnu, kjer je sprva še izpopolnjeval svoje znanje, nato pa je tam deloval kot korektor. Sternen je imel med slovenskimi impresionisti najboljšo izobrazbo. 
V svojih delih je veliko upodabljal človeško figuro, predvsem portret in ženski akt, ne pa toliko krajin in tihožitij. Poleg oljnega in stenskega slikarstva, s katerima se je največ ukvarjal, je odlično obvladal tudi risbo, sodi pa tudi med prve slovenske grafike in skupaj z Jamo, Groharjem in Jakopičem med slavno »četverico« slikarjev slovenske moderne (slovenskega impresionizma). Vsi štirje so presegli stereotip impresionizma, ki so mu načeloma sledili. Še posebej med letoma 1904 in 1908 so razvili intenzivno upodabljanje krajine in občutenj narave (t.i. štimunga), letnih časov, svetlobe. Sternen je ogromno skiciral, že pred uradnim študijem. Pomagal si je z literaturo rojaka Petkovška.  
Preživljal se je kot restavrator, predvsem stenskih slik in olj. Restavriral je že pred letom 1900, najprej na Skaručni. S konservatorjem Francetom Steletom je od leta 1911 naprej prepotoval Slovenijo; večino prenov je izvajal po letu 1921. Pogosto je pomagal pri restavriranju slik in odkrivanju fresk v Dalmaciji. Delal je v Crngrobu, Turnišču in veliko v Ljubljani, npr. v Frančiškanski cerkvi, kjer je na novo poslikal najprej prezbiterij, leto kasneje obok ladje v naslonu na poznobaročne italijanske avtorje. Pri restavriranju si je pomagal z akvareli, na katerih je preizkušal barve in barvne sklope, razpoznavne na originalnih srednjeveških podobah. Kot restavrator je prenavljal tudi sgrafitte dvorišča Magistrata v Ljubljani. 
Sternen je pri svoji ustvarjalnosti bolj kot katerikoli drug od imenovane četverice upodabljal figuralno motiviko, kjer se ni izogibal slikanju aktov. Med številnimi izvrstnimi portreti žena izstopajo suverene oljne podobe žena v belih oblačilih. Pogosto je bila njegov model in sodelavka žena Roza Klein. Slikar je že v svojem zgodnjem obdobju ustvaril eno od ikon tistega časa, sliko Rdeči parazol (1904–1906), v kateri se poigra z barvnimi preobrazbami in odsevi ter samozavestno rdečo barvo parazola. V tej podobi se kaže slikarski vpliv slikarstva s severa (Nemčije in Francije). Njegova slika Ulica v Münchnu (1905–1906) predstavlja eno redkih urbanih vedut v slovenskem slikarstvu tistega časa, v sliki pa je med drugim mogoče zaslutiti Pissarrojev, Monetov ter Caillebotov način kadriranja. Vpliv na Sternena se kaže tudi v sliki Pomladno sonce (1904), kjer je mogoče opaziti povezavo s sliko Paula Cézanna Les Clos normand. Sternen je bil tudi uveljavljen portretist, ki je zapustil svoje videnje podob kraljev, politikov in kulturnikov, recimo Frana Windischerja, škofa Gregorija Rožmana idr. 
Narodna galerija je med decembrom 2022 in pomladjo 2023 razstavila Sternenove slike, risbe in restavratorski opus. Več avtorjev je pripravilo obsežen katalog. Vodilno besedilo je napisal Andrej Smrekar. 